# William Júnior Salles de Lima Souza
William, nombre completo William Júnior Salles de Lima Souza (nacido el 14 de mayo de 1983 en Rolândia, Paraná) es un futbolista brasileño que juega como delantero para el Água Santa.

## Carrera
| Temporada | Club                   | País          |
| --------- | ---------------------- | ------------- |
| 2001-2003 | Santos                 | Brasil        |
| 2004      | Ulsan Hyundai Horang-i | Corea del Sur |
| 2004-2005 | Santos                 | Brasil        |
| 2005-2006 | Coritiba               | Brasil        |
| 2006      | Boavista               | Portugal      |
| 2006      | Ponte Preta            | Brasil        |
| 2006-2007 | Coritiba               | Brasil        |
| 2007-2008 | Fortaleza              | Brasil        |
| 2008      | Guingamp               | Francia       |
| 2008-2009 | Avai FC                | Brasil        |
| 2010      | Grêmio                 | Brasil        |
| 2011      | Avai FC                | Brasil        |
| 2012      | Atlético Goianiense    | Brasil        |
| 2012      | Vitória                | Brasil        |
| 2013-2014 | Ponte Preta            | Brasil        |
| 2014      | Al-Khor                | Catar         |
| 2015      | Ceará                  | Brasil        |
| 2015-2016 | Avai FC                | Brasil        |
| 2017      | Água Santa             | Brasil        |

- Datos: Q600887